# 中西沙綾
中西 沙綾（なかにし さーや、1986年1月15日 - ）は、元鹿児島読売テレビ（KYT）のアナウンサー。

## 来歴
鹿児島県霧島市国分（旧国分市）出身。鹿児島第一中学校、鹿児島第一高等学校、を経て、日本大学藝術学部放送学科を卒業。
大学卒業後の2008年に高知さんさんテレビにアナウンサーとして入社。「SUNSUNスーパーニュース」のキャスターなど報道現場を主として活動していた。
2010年に鹿児島読売テレビへ移籍。
2016年9月30日、「KYT news every.」のキャスターを卒業し産休へ入る。同年11月、第1子の男児を出産。2017年10月に復帰。
2020年3月31日、第2子の妊娠をブログにて報告し、産休に入った。同年に第2子の女児を出産。

## 人物
名前の読み方は「さあや」ではなく「さーや」で、戸籍上も同表記である。本人曰く、これまでの人生で名前に棒線の入った人物とは出会ったことがないという。
趣味は以前は雑貨屋めぐり、カフェめぐり、猫と遊ぶこととしていたが、現在は子どもをハグする、至近距離で可愛い顔を眺める、映画鑑賞となっている。特技はバスケットボール。

## 過去の出演番組

### 鹿児島読売テレビ時代
- KYT news every. (木曜・金曜キャスター担当・2016年9月30日まで[7])
- 山本さんがゆく ホット!!かごしま（鹿児島市政番組）
- KYTサテスタ情報
- いつでもKYT
- KYT news every. かごしま - リポートなど
- KYTニュース

### 高知さんさんテレビ時代
- SUNSUNスーパーニュースなど